# 日本弓背蟻
日本巨山蟻（學名：Camponotus japonicus）又稱日本弓背蟻，是蟻科巨山蟻屬的一種。
在日本，人们将这种蚂蚁称为：“Kuro-oo-ari”。
该物种似乎与广布弓背蚁（Camponotus herculeanus）存在着较大的关系。

## 描述

### 外观
工蚁体表光泽较少，腹部具细微金黄色的环，为磨砂质感。
蚁后腹部相较于工蚁来说更加具反光感，且没有金环。
| 职位         | 小型工蚁&中型工蚁 | 大型工蚁    | 蚁后    | 雄蚁     |
| 体型（通常） | 7.4~10.88mm       | 12.3~13.8mm | 14~17mm | 尚未知晓 |

## 分布
该物种广泛分布于亚洲及东欧，模式产地位于日本 。是中国大陆北方的优势物种。
该物种的筑巢方式分为土栖和木栖，主要在海拔500m至2100m，以及1100m以下的红松阔叶林分布 。

## 生物学
|     |     |     |     | X   | X   |     |     |     |      |      |      |
| 1月 | 2月 | 3月 | 4月 | 5月 | 6月 | 7月 | 8月 | 9月 | 10月 | 11月 | 12月 |

该物种的婚飞季节主要集中在5月下旬至7月上旬。

### 共存关系
灰蝶科（Lycaenidae）的幼虫可通过各种特殊器官寄宿在土栖的蚂蚁巢里 ，其中大部分通常在化蛹后离开。然而，一些灰蝶物种（包括Lycaeides argyrognomon)在蛹期仍然会继续寄宿在蚁巢，甚至直接在蚂蚁巢中羽化。这引发了这样一个假设，即这些物种的蛹很可能有替代策略来保持器官的互动，而不会受到蚂蚁的攻击。日本弓背蚁、日本山蚁（Formica japonica）和日本毛蚁（Lasius japonicus）对来自同一物种但不同群落的外来蚂蚁表皮碳氢化合物 （CHC） 表现出独特的攻击行为 ，但对L. argyrognomon灰蝶蛹的攻击很少。GC-MS分析显示，蛹状表皮脂质不仅含有CHC，还含有几种长链脂肪醛，包括 1-八十二生醛和 1-三十二烷醛，这些醛在幼虫表皮脂质中是不存在的。随着合成的 1-十八生醛和 1-三十二烷醛添加到来自同一物种不同菌落的蚂蚁CHCs中，日本弓背蚁的攻击性行为降低，日本弓背蚁和日本山蚁的身体接触持续时间缩短。然而，在添加这些醛类后，日本毛蚁的行为仍然不受影响。这些结果表明，即使在失去特殊器官后，L. argyrognomon蛹的特异性表皮醛也能抑制蚂蚁的攻击性，尽管效果因蚂蚁种类而异。由于L. argyrognomon偶尔会在日本弓背蚁的巢中化蛹，因此相较于其他两个蚂蚁物种，日本弓背蚁于灰蝶的关系可能更接近。
该物种存在饲养蚜虫（柳黑毛蚜，Chaitophorus saliniger）的行为（在生物学上称为共生关系），它们会保护蚜虫免受天敌的伤害，而作为回报，蚜虫会从腹部后端产出一种特殊的蜜露供日本弓背蚁食用。

### 蚁酸
作为蚁亚科之下的蚂蚁，日本弓背蚁有一套完整的杜氏尔腺液，但是它们的毒液使用方式却和猛蚁大不相同。
经过进化，它们已经将原先的毒针进化成一个回旋孔了，且毒囊的成分也进化成了甲酸，并通过腹部末端将其射出，接触者将会被甲酸严重灼伤，即使是喷射者接触到也会反噬。

#### 成分鉴定
有研究者利用SPME和己烷溶液方法收集和分析日本弓背蚁中毒囊的分泌物。通过GC-MS分析，在腺体分泌物中鉴定了31种化合物的复杂混合物，包括所有五个品级（小型工蚁、中型工蚁、大型工蚁、雌性繁殖蚁和蚁后）的化学特征。在这些化合物中，有21种化合物是所有品级都具有的。小型工蚁的杜氏腺液分泌表现出最高的成分丰富度（有30种化合物），而蚁后的成分丰富度最低，仅有23种化合物。SPME方法检测到6种化合物，而己烷溶液法检测到30种化合物。两种方法均可检出四种烷烃化合物（正癸烷、正十一烷、正十二烷和正十五烷）和 8-庚十二烯。

### 生命周期
繁殖蚁会在秋季开始产生，从卵到幼虫大约为3-4个月左右。第二年春季至夏季婚飞。
婚飞结束后，新生蚁后会寻找新住所，随后产下第一批卵。日本弓背蚁的发育周期很长：工蚁卵期为16-19天；幼虫期为10-28天；预计化蛹期为6-7天；茧期则为14-19天。工蚁寿命大约为1-2年左右。
当群落大小达到一定程度时，工蚁会在母巢附近驻扎分巢。后期的蚁后卵产量巅峰时期为一天209粒，而平常则是0-50颗。

## 外部連結
1. クロオオアリ
2. フラボン：クロオオアリの雄 （页面存档备份，存于）、クロオオアリの卵 （页面存档备份，存于）